# 松岡将大
松岡 将大（まつおか しょうた、1997年7月31日 - ）は、ジャパンラグビーリーグワン横浜キヤノンイーグルスに所属するラグビー選手。

## プロフィール
- 大阪府出身。
- ポジションはプロップ(PR)。
- 身長 181 cm、体重 111 kg。

## 略歴
2016年、近大附属高校卒業後、近畿大学に入学。なお近大附属高校時代、副主将を務めたことがある。
2019年、近畿大学ラグビー部のFWリーダーに就任した。
2020年、近畿大学卒業後、キヤノンイーグルス(現・横浜キヤノンイーグルス)に加入。
2021年2月28日にジャパンラグビートップリーグ第2節神戸製鋼コベルコスティーラーズ戦に途中出場で公式戦初出場を果たす。